# Kanuslalom-Weltmeisterschaften 1995
Die Kanuslalom-Weltmeisterschaften 1995 fanden 1995 in Nottingham im Vereinigten Königreich statt.

## Ergebnisse

### Einer-Kajak
Männer:
| Platz | Land | Sportler      |
| ----- | ---- | ------------- |
| 1     | GER  | Oliver Fix    |
| 2     | USA  | Scott Shipley |
| 3     | CZE  | Jiří Prskavec |

Frauen:
| Platz | Land | Sportler           |
| ----- | ---- | ------------------ |
| 1     | GBR  | Lynn Simpson       |
| 2     | FRA  | Anne Boixel        |
| 3     | GER  | Kordula Striepecke |
|       |      |                    |

### Einer-Kajak-Mannschaft
Männer:
| Platz | Land | Sportler                                     |
| ----- | ---- | -------------------------------------------- |
| 1     | GER  | Oliver Fix Thomas Becker Jochen Lettmann     |
| 2     | SLO  | Fedja Marušič Marian Štrukelj Andraž Vehovar |
| 3     | GBR  | Andrew Raspin Shaun Pearce Jan Raspin        |

Frauen:
| Platz | Land | Sportler                                             |
| ----- | ---- | ---------------------------------------------------- |
| 1     | FRA  | Isabelle Desprets Anne Boixel Myriam Fox-Jerusalmi   |
| 2     | GBR  | Rachel Crosbee Lynn Simpson Heather Corrie           |
| 3     | GER  | Evi Huss Elisabeth Micheler-Jones Kordula Striepecke |

### Einer-Canadier
Männer:
| Platz | Land | Sportler        |
| ----- | ---- | --------------- |
| 1     | USA  | David Hearn     |
| 2     | GER  | Sören Kaufmann  |
| 3     | SVK  | Michal Martikán |

### Einer-Canadier-Mannschaft
Männer:
| Platz | Land | Sportler                                     |
| ----- | ---- | -------------------------------------------- |
| 1     | GER  | Michael Lang Vitus Husek Sören Kaufmann      |
| 2     | CRO  | Danko Herceg Zlatko Sedlar Stjepan Perestegi |
| 3     | SVK  | Michal Martikán Juraj Minčík Juraj Ontko     |

### Zweier-Canadier
Männer:
| Platz | Land | Sportler                                 |
| ----- | ---- | ---------------------------------------- |
| 1     | POL  | Michał Staniszewski/Krzysztof Kołomański |
| 2     | FRA  | Franck Adisson/Wilfrid Forgues           |
| 3     | FRA  | Eric Biau/Bertrand Daille                |

### Zweier-Canadier-Mannschaft
Männer:
| Platz | Land | Sportler                                                                                |
| ----- | ---- | --------------------------------------------------------------------------------------- |
| 1     | CZE  | Jaroslav Pospíšil/Lukáš Pollert Jiří Rohan/Miroslav Šimek Petr Štercl/Pavel Štercl      |
| 2     | FRA  | Thierry Saïdi/Emmanuel del Rey Franck Adisson/Wilfrid Forgues Eric Biau/Bertrand Daille |
| 3     | GER  | Michael Trummer/Manfred Berro Rüdiger Hübbers/Udo Raumann Michael Senft/André Ehrenberg |

## Medaillenspiegel
| Platz  | Land                   | Gold | Silber | Bronze | Gesamt |
| ------ | ---------------------- | ---- | ------ | ------ | ------ |
| 1      | Deutschland            | 3    | 1      | 3      | 7      |
| 2      | Frankreich             | 1    | 3      | 1      | 5      |
| 3      | Vereinigtes Königreich | 1    | 1      | 1      | 3      |
| 4      | Vereinigte Staaten     | 1    | 1      | -      | 2      |
| 5      | Tschechien             | 1    | -      | 1      | 2      |
| 6      | Polen                  | 1    | -      | -      | 1      |
| 7      | Slowenien              | -    | 1      | -      | 1      |
| 7      | Kroatien               | -    | 1      | -      | 1      |
| 9      | Slowakei               | -    | -      | 2      | 2      |
| Gesamt | Gesamt                 | 8    | 8      | 8      | 24     |